# Operación Karbala 5
La Operación Karbala 5, también llamada el asedio de Basora, fue una ofensiva de Irán contra Irak, en la guerra entre Irán e Irak, en un intento de tomar la ciudad portuaria iraquí de Basora del 8 de enero al 26 de febrero de 1987. Esta batalla, conocida por sus bajas extensivas y condiciones feroces, fue la mayor de la guerra y resultó ser el principio del fin de la contienda. Los iraníes fracasaron en alcanzar su objetivo. 

## Preludio

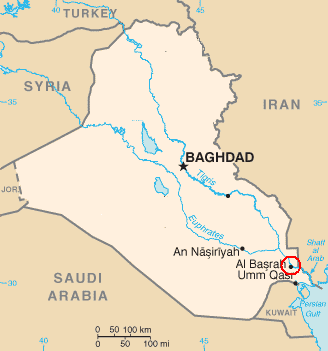
Localización de Basora.

Con la guerra entre Irán e Irak en su séptimo año ambos bandos estaban determinados a quebrar el estancamiento. El objetivo de Irán era la ciudad de Basora, que era para ambos puerto de entrada y de abastecimiento del petróleo vital para Irak. Irán había querido sitiar la ciudad en 1982 y ahora estaba resuelto a hacer la “batalla final” de la guerra; también buscaban enlazar a sus fuerzas en la tomada península de Al-Faw. La época de la operación coincidió con el invierno para que las fuertes lluvias dificultaran el armamento iraquí y las defensas aéreas.                                    
Marcando la mano de obra del ejército iraquí había 6 brigadas de conscriptos así como 2 brigadas de la élite Guardia Republicana Iraquí (GRI) cerca de allí. Se había hecho una barrera artificial contra Irán, usando diques y el río Jasim principalmente desde el Shatt al-Arab para crear el lago artificial, conocido como lago Fish, una barrera de 30 kilómetros de largo y 1,800 metros de ancho, en la que los ingenieros usaron electrodos en algunas partes del lago para su defensa. Instalaron nidos de ametralladoras, campos minados, una serie de trincheras, y bunkeres de concreto, en total 5 líneas de defensa. Con su sistema defensivo se le llamó el “muro de acero”.
Los iraníes eran 650,000 combatientes de los Pasdaran y los Basij de los Cuerpos de Mahoma (el profeta del Islam), estos consistían en hombres de entre 12 y 70 años de edad. Estos no habían recibido un entrenamiento extensivo como sus contrapartes iraquíes, habiendo recibido de 40 días de entrenamiento a ninguno. Los iraníes también gozaban el lujo de tener a gran escala helicópteros de transporte, que incluyó el uso de helicópteros Bell y Chinook. Akbar Hashemi Rafsanjani elogió a las tropas que encabezó al frente antes que la operación comenzara: Nuestra puntería es para destruir completamente la máquina de guerra iraquí. Aquí, cerca de Basora, Sadam no quiere algo pero luchará, para la toma de Basora es equivalente a su muerte. Nosotros carecemos a colocar nuestras cuentas con Irak a las puertas de Basora, que se abrirán y mostrarán el camino a la victoria final que prometimos.
En la Navidad de 1986 Irán lanzó la Operación Karbala 4 bajo el amparo de la oscuridad. La batalla fue corta, aunque las defensas iraquíes resistieron el ataque iraní. Aunque derrotado, Irán continuó con planes adicionales y movilizó a los oficiales de los Pasdaran más experimentados en combate. Después de 2 semanas Irán lanzó oficialmente la Operación Karbala 5.

## La batalla
Bajo las palabras código 'ya-Zahra' la operación fue lanzada a la medianoche del 9 de enero con los Pasdaran y los Basij atacando las defensas iraquíes al sur del lago Fish, rebasando efectivamente a un batallón de infantería iraquí. Otra ola de iraníes
cruzó el lago en lanchas y desembarcó en las orillas occidentales, donde hicieron una carga desesperada el río Shatt al-Arab. En cambio recibieron un contrataque por varias brigadas de la Guardia Republicana, resultando en graves pérdidas en ambos bandos; después que el ataque del sur tomara la pobremente defendida ciudad de Duayji los iraníes tomaron el 9 y 10 de enero 2 de las 5 líneas de defensa iraquíes reportándose el uso de tanques iraquíes para bombardear Basora y otras fortificaciones.           
El 14 de enero los guardafronteras iraquíes fundaron por sí mismos en la tercera línea de trincheras por fuerzas iraníes moviéndose en ambos flancos. Los ataques aéreos y de artillería carecían del efecto apropiado pues las marismas absorbían el impacto de los proyectiles. Tras la lucha feroz ellos se retiraron cruzando el río Jasim el 17. Ellos sucesivamente entraron a una pequeña isla hacia el Shatt, aunque los iraquíes se dirigieron para rechazar la toma de la isla por un movimiento terrestre desde el sur. En los siguientes días los iraníes aseguraron una cabeza de puente de 9.65 km dentro de Irak.
Para el 22 de enero los iraníes estaban a 12 km de Basora. La batalla entró a un estancamiento en este punto y los iraquíes de pronto estaban en las afueras del perímetro de Basora, donde los iraníes cerraban lo suficiente para tomar los edificios orientales de la ciudad. La artillería y los misiles de mediano alcance crearon frecuentes y fuertes bombardeos y eso hizo que las fuerzas iraquíes evacuaran a la población civil al norte de Irak.                                   
La situación se deterioró a tal punto que el presidente Sadam Huseín hizo una rara visita a las tropas. Por casualidad Rafsanjani también estaba visible en el frente y observó las ganancias hechas por las fuerzas iraníes. Aunque los iraníes tenían fervor para luchar, los iraquíes tenían una mano superior con su arsenal de armas y apoyo aéreo. Se resolvió bombardear las rutas de abastecimiento iraní con armas químicas para frustrar el proceso de refuerzo. Varias ciudades iraníes fueron bombardeadas con misiles de largo alcance Scud y Al Hussein, incluyendo la capital Teherán, Isfahán y Qom como una forma de contratacar, causando la muerte de 3,000 civiles iraníes. Irán respondió lanzando 11 misiles Scud contra territorio iraquí causando la muerte a por lo menos 300 personas.
Para la cuarta semana de la ofensiva, Irán tenía en su poder el lago Fish, las islas Umm al-Tawil, el río Jasim y Duayji. A pesar de esas hazañas la mayoría de fuerzas iraníes tenía sus problemas. La artillería y el fuego de mortero iraquí ponían en jaque a las rutas de abastecimiento iraníes dificultando el progreso de las fuerzas de avanzada. Los iraníes tomaron refugio en cualquier refugio subterráneo.             
La GRI tomó la iniciativa con un contrataque el 28 de enero. Usando olas de tanques, artillería y helicópteros artillados el III Cuerpo del Ejército iraquí asaltó a los iraníes en el lado oeste del lago antes de tornar al sur cerca de Jasim. La artillería efectivamente batió a las rutas de refuerzo y de abastecimiento iraní. Estos bombardeos, junto con el avance iraquí en el campo de batalla, crearon un movimiento de pinzas que efectivamente machacaron las salientes el 7 de febrero.

## Consecuencias

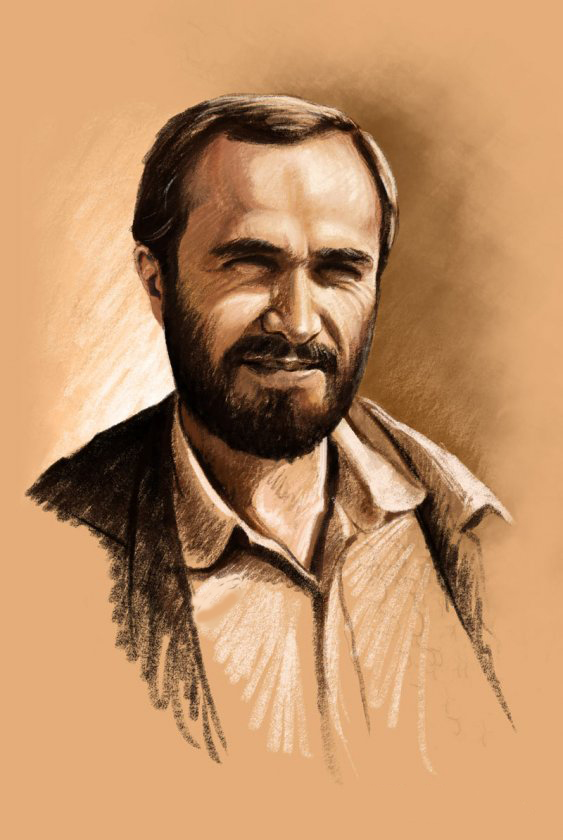
Retrato del general iraní Hossein Jarrazi que murió durante el combate.

Irán continuó con el bombardeo de Basora por el resto de febrero, uno de los puntos de fuego era una planta petroquímica que fabricaba gases tóxicos en el sur de la ciudad. Pero fue claro al final del mes que Irán oficialmente abortó la operación. Se reportó en marzo que Irak perdió a 20,000 tropas y 45 aviones, mientras que Irán perdió a 65,000 tropas. De los reclutas Pasdaran más experimentados para liderar la campaña alrededor de un cuarto de ellos murieron; la población de Basora de 1 millón decreció a 100,000 habitantes pues los refugiados huyeron al norte o a la capital Bagdad. Varios edificios en el lado este de la ciudad estaban dañados o destruidos. El General de División iraní Hossein Jarrazi -que lideró la ofensiva- murió el 27 de febrero, al ser alcanzado por el charnel de una bomba de mortero, cuando proveía de comida a sus tropas.            
El propio Sadam Huseín estuvo a punto de enfrentar un motín de sus generales que demandaron la libertad para conducir las operaciones sin interferencia política. La batalla también sirvió de lección para las fuerzas occidentales durante la Operación Tormenta del Desierto en la guerra del Golfo de 1991. Con el fracaso de las pobremente entrenadas y equipadas tropas del Ejército Popular iraquí durante los primeros asaltos de la ofensiva, la Guardia Republicana dio lo mejor en rechazar a los iraníes. Este show de favoritismo en el ejército de Sadam solamente se demostraría inútil en el futuro.    
Los efectos de la operación también se hicieron sentir en el Golfo Pérsico, con Irán e Irak atacando a barcos petroleros que comerciaban con ambos países. Un total de 16 barcos fueron atacados en las primeras 5 semanas de 1987. Aunque Irán se jactaba de más ataques en el siguiente año, no hubo acciones materializadas y Karbala 5 probó ser la última en una serie de ofensivas finales. La guerra terminaría el 20 de agosto de 1988.